# 7e étape du Tour de France 2011
Pour un article plus général, voir Tour de France 2011.
La 7e étape du Tour de France 2011 s'est déroulée le vendredi 8 juillet 2011. Elle est partie du Mans et arrivée à Châteauroux après 218 kilomètres. Cette étape est remportée au sprint par le Britannique Mark Cavendish (Team HTC-Highroad), dont c'est la deuxième victoire sur ce Tour 2011. Le champion du monde norvégien Thor Hushovd conserve le maillot jaune.

## Déroulement de la course
Courue entre Le Mans et Châteauroux sur 218 kilomètres, la septième étape présente un profil sans aucune difficulté. Quatre coureurs se retrouvent à l'avant : l'Espagnol Pablo Urtasun Pérez (Euskatel-Euskadi), le Belge Gianni Meersmann (FDJ) et les deux Français Mickaël Delage (FDJ) et Yannick Talabardon (Saur-Sojasun). Tom Boonen (Quick Step) abandonne à 38 km de l'arrivée, sur une chute impliquant une grande partie du peloton et qui a notamment forcé Bradley Wiggins (Team Sky) et Rémi Pauriol (FDJ) à l'abandon. Pris dans la même chute, Christopher Horner (Team RadioShack) rallie l'arrivée dans un groupe d'attardés mais ne prendra pas le départ le lendemain. Au sprint intermédiaire de Buzançais, Mickaël Delage (FDJ) conclu le sprint de l'échappée, Mark Cavendish celui du peloton. Bien que comptant plus de 11 minutes au plus fort de leur avance, c'est finalement au sprint que Mark Cavendish (Team HTC-Highroad) s'impose devant Alessandro Petacchi (Lampre-ISD) et André Greipel (Omega Pharma-Lotto). Il s'impose pour la deuxième fois dans cette édition, dans la ville où il avait remporté le premier de ses 30 succès (série en cours) sur le Tour.

## Sprints
| Premier     | Mickaël Delage      | 20 pts. |
| Deuxième    | Gianni Meersman     | 17 pts. |
| Troisième   | Yannick Talabardon  | 15 pts. |
| Quatrième   | Pablo Urtasun Perez | 13 pts. |
| Cinquième   | Mark Cavendish      | 11 pts. |
| Sixième     | José Joaquín Rojas  | 10 pts. |
| Septième    | Mark Renshaw        | 9 pts.  |
| Huitième    | Philippe Gilbert    | 8 pts.  |
| Neuvième    | Maxime Monfort      | 7 pts.  |
| Dixième     | Linus Gerdemann     | 6 pts.  |
| Onzième     | Tony Martin         | 5 pts.  |
| Douzième    | Fränk Schleck       | 4 pts.  |
| Treizième   | Marcus Burghardt    | 3 pts.  |
| Quatorzième | José Iván Gutiérrez | 2 pts.  |
| Quinzième   | Fabian Cancellara   | 1 pt.   |

| Premier     | Mark Cavendish      | 45 pts. |
| Deuxième    | Alessandro Petacchi | 35 pts. |
| Troisième   | André Greipel       | 30 pts. |
| Quatrième   | Romain Feillu       | 26 pts. |
| Cinquième   | William Bonnet      | 22 pts. |
| Sixième     | Denis Galimzyanov   | 20 pts. |
| Septième    | Thor Hushovd        | 18 pts. |
| Huitième    | Sébastien Turgot    | 16 pts. |
| Neuvième    | José Joaquín Rojas  | 14 pts. |
| Dixième     | Sébastien Hinault   | 12 pts. |
| Onzième     | Jérôme Pineau       | 10 pts. |
| Douzième    | Arnold Jeannesson   | 8 pts.  |
| Treizième   | Borut Božič         | 6 pts.  |
| Quatorzième | Philippe Gilbert    | 4 pts.  |
| Quinzième   | Nicolas Roche       | 2 pts.  |

## Classement de l'étape
|    | Coureur             | Pays        | Équipe             | Temps | Temps           |
| -- | ------------------- | ----------- | ------------------ | ----- | --------------- |
| 1  | Mark Cavendish      | Royaume-Uni | HTC-Highroad       | en    | 5 h 58 min 53 s |
| 2  | Alessandro Petacchi | Italie      | Lampre-ISD         |       | m.t.            |
| 3  | André Greipel       | Allemagne   | Omega Pharma-Lotto |       | m.t.            |
| 4  | Romain Feillu       | France      | Vacansoleil        |       | m.t.            |
| 5  | William Bonnet      | France      | FDJ                |       | m.t.            |
| 6  | Denis Galimzyanov   | Russie      | Katusha            |       | m.t.            |
| 7  | Thor Hushovd        | Norvège     | Garmin-Cervélo     |       | m.t.            |
| 8  | Sébastien Turgot    | France      | Europcar           |       | m.t.            |
| 9  | José Joaquín Rojas  | Espagne     | Movistar           |       | m.t.            |
| 10 | Sébastien Hinault   | France      | AG2R La Mondiale   |       | m.t.            |

## Classement général
|    | Coureur        | Pays        | Équipe         | Temps | Temps            |
| -- | -------------- | ----------- | -------------- | ----- | ---------------- |
| 1  | Thor Hushovd   | Norvège     | Garmin-Cervélo | en    | 28 h 29 min 27 s |
| 2  | Cadel Evans    | Australie   | BMC Racing     | +     | 1 s              |
| 3  | Fränk Schleck  | Luxembourg  | Leopard-Trek   |       | 4 s              |
| 4  | David Millar   | Royaume-Uni | Garmin-Cervélo |       | 8 s              |
| 5  | Andreas Klöden | Allemagne   | RadioShack     |       | 10 s             |
| 6  | Jakob Fuglsang | Danemark    | Leopard-Trek   |       | 12 s             |
| 7  | Andy Schleck   | Luxembourg  | Leopard-Trek   |       | 12 s             |
| 8  | Tony Martin    | Allemagne   | HTC-Highroad   |       | 13 s             |
| 9  | Peter Velits   | Slovaquie   | HTC-Highroad   |       | 13 s             |
| 10 | Robert Gesink  | Pays-Bas    | Rabobank       |       | 20 s             |

## Classements annexes

### Classement par points
|   | Cycliste           | Pays        | Équipe             | Points |
| - | ------------------ | ----------- | ------------------ | ------ |
| 1 | José Joaquín Rojas | Espagne     | Movistar           | 167    |
| 2 | Philippe Gilbert   | Belgique    | Omega Pharma-Lotto | 156    |
| 3 | Mark Cavendish     | Royaume-Uni | HTC-Highroad       | 150    |

### Classement du meilleur grimpeur
|   | Cycliste          | Pays      | Équipe          | Points |
| - | ----------------- | --------- | --------------- | ------ |
| 1 | Johnny Hoogerland | Pays-Bas  | Vacansoleil-DCM | 4      |
| 2 | Anthony Roux      | France    | FDJ             | 3      |
| 3 | Cadel Evans       | Australie | BMC Racing      | 2      |

### Classement du meilleur jeune
|   | Cycliste          | Pays     | Équipe   | Temps | Temps            |
| - | ----------------- | -------- | -------- | ----- | ---------------- |
| 1 | Robert Gesink     | Pays-Bas | Rabobank | en    | 28 h 29 min 47 s |
| 2 | Rein Taaramäe     | Estonie  | Cofidis  | +     | 1 min 53 s       |
| 3 | Arnold Jeannesson | France   | FDJ      |       | 2 min 17 s       |

### Classement par équipes
|   | Équipe            | Pays       | Temps | Temps            |
| - | ----------------- | ---------- | ----- | ---------------- |
| 1 | Garmin-Cervélo    | États-Unis | en    | 84 h 39 min 01 s |
| 2 | Team Leopard-Trek | Luxembourg | +     | 4 s              |
| 3 | Team RadioShack   | États-Unis |       | 10 s             |

## Abandons
- Tom Boonen (Quick Step) : abandon à la suite d'une chute subie deux jours plus tôt[3]
- Bradley Wiggins (Team Sky)[2]
- Rémi Pauriol (FDJ)[2]